# 355. Infanterie-Division (Wehrmacht)
La 355. Infanterie-Division fu una divisione dell'esercito tedesco attiva durante la seconda guerra mondiale che venne creata nel maggio 1943 e fu schierata lungo il fronte orientale dove fu sciolta nel novembre 1943.

## Storia
Il 10 febbraio 1943 fu emesso l'ordine di preparare la formazione della divisione che doveva essere schierata in caso di una possibile invasione alleata in Spagna e Portogallo, ma per evitare un inutile ammassamento di forze ai piedi dei Pirenei, le unità rimasero nelle regioni originarie. Il 27 aprile iniziò lo schieramento vero e proprio, con la disponibilità all'uso il 1° maggio 1943 ed entro il 18 maggio le unità divisionali furono riunite nel sud della Francia, nella zona di Carcassonne e Narbonne. Il 15 maggio fu emesso l'ordine di trasportare la divisione sul fronte orientale e all'inizio di giugno il trasferimento in Crimea fu ultimato. Nella penisola la divisione venne utilizzata per la difesa costiera nella zona di Feodosia. 
Dopo l'inizio dell'operazione Rumjancev, la divisione dal 7 al 16 agosto fu trasferita nelle zone di Poltava e Kharkov, dove fu coinvolta in pesanti combattimenti, subendo gravi perdite a causa dell'inesperienza delle truppe. Gli attacchi nemici effettuati nei giorni successivi furono tutti respinti, tuttavia grazie all'accompagnamento dell'artiglieria e di incursioni aeree, continuavano a provocare pesanti perdite. Lentamente le truppe tedesche si ritiravano, passando per Krassnograd, Verkhnedneprovsk ed il 25 settembre tutte le unità della divisione avevano attraversato il Dnepr e occupato il settore, ma causa della mancanza di forze, le truppe dell'Armata rossa crearono diverse teste di ponte, occupando delle isole sul fiume, dalla quali sbarcarono sull'altra sponda, i vari contrattacchi della divisione fallirono a causa della tenace resistenza del nemico. Un grande attacco russo il 15 ottobre costrinse la divisione a ritirarsi ulteriormente e fu ufficialmente sciolta il 21 dicembre 1943; i suoi resti furono integrati nella 77. Infanterie-Division, 84. Infanterie-Division e nella 161. Infanterie-Division.

## Ordine di battaglia
- Grenadier-Regiment 866
- Grenadier-Regiment 867
- Grenadier-Regiment 868
- Artillerie-Regiment 355
- Pionier-Bataillon 355
- Feldersatz-Bataillon 355
- Panzerjäger-Abteilung 355
- Aufklärungs-Abteilung 355
- Divisions-Nachrichten-Abteilung 355
- Divisions-Nachschubführer 355[1]

## Decorazioni
Un soldato della 355. Infanterie-Division è stato premiato con una Croce Tedesca in oro ed una Croce di Cavaliere della croce di ferro per le sue azioni in guerra.

## Comandanti
- Generalleutnant Dietrich Kraiß (14 maggio 1943 - 21 dicembre 1943)[1]Dietrich Kraiß, comandante della 355. Infanterie-Divisi

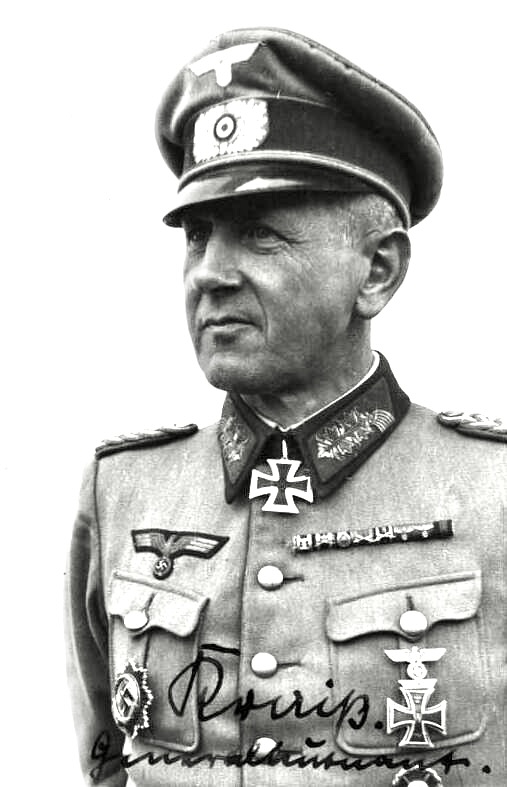
Dietrich Kraiß, comandante della 355. Infanterie-Divisi